# Eichstädt (Meteorit)
Koordinaten: 48° 54′ 0″ N, 11° 13′ 0″ O

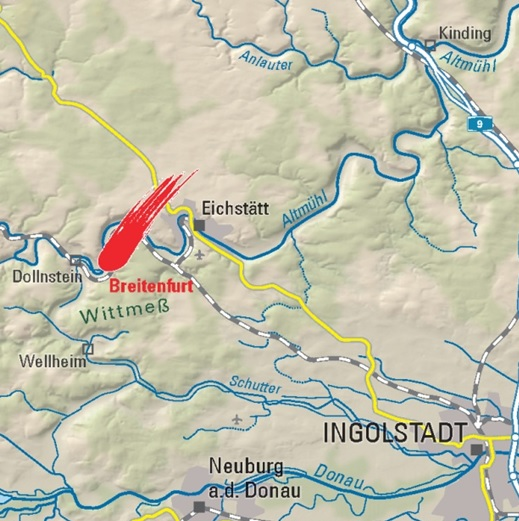
Karte zum Fall des Meteoriten

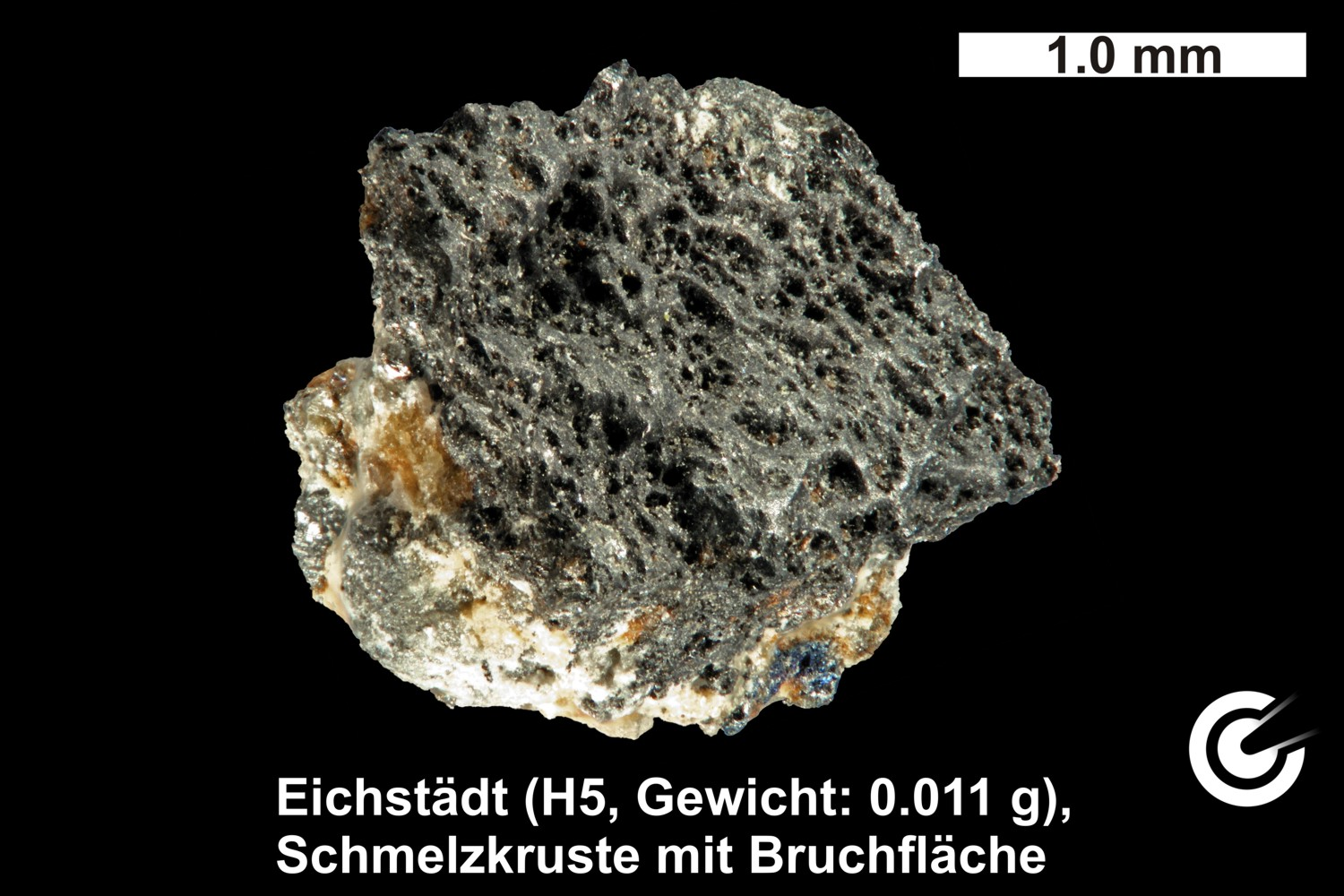
Bruchstück der Schmelzkruste vom Meteorit Eichstädt

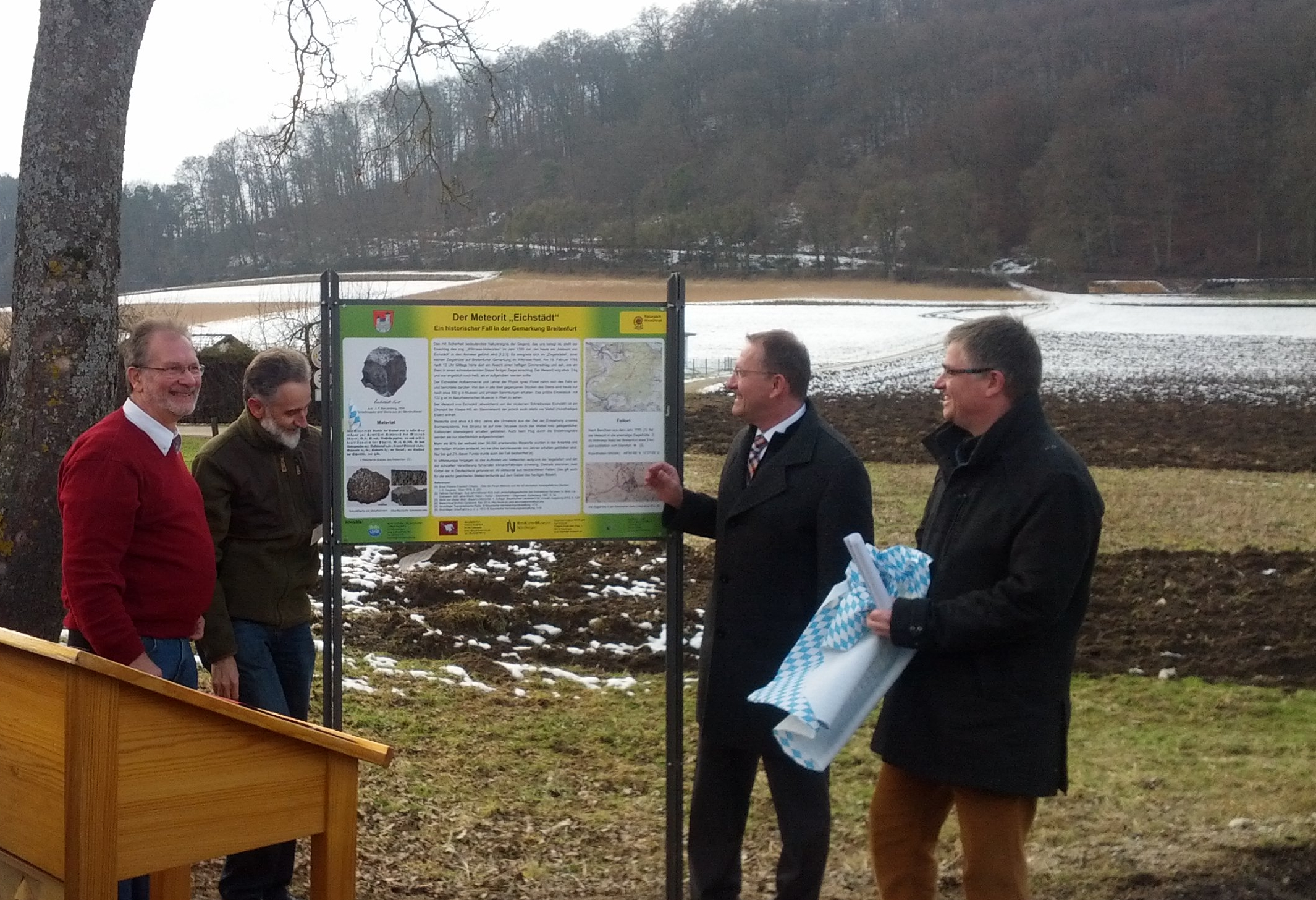
Enthüllung der Infotafel zum Meteoritenfall von Eichstädt in Breitenfurt

Der Meteorit Eichstädt schlug am 19. Februar 1785 nachmittags in einem Einödhof des Dorfes Breitenfurt nahe Eichstätt ein.

## Fakten
Der Meteorit ist ein Chondrit mit der Klassifikation H5. Er ist circa 14,5 Zentimeter groß und 3,2 Kilogramm schwer. Dabei hat er eine Dichte von etwa 3,6–3,7 g/cm³. Rund ein Fünftel des Meteoriten ist heute noch erhalten.

## Hergang des Meteoritenfalles
Der Meteorit schlug in einen Ziegelstadel ein, der mit einer kleinen Ziegelei verbunden war. Ein Knecht schnitt im Stadel Stroh, als er einen Donner hörte. Er lief zur Tür und sah einen Stein herabfallen, der zwei bis drei Meter entfernt von der Ziegelhütte niederging. Der Stein zerschmetterte die dick unter Schnee begrabenen, fertig gestapelten Ziegel. Der Knecht musste ihn abkühlen lassen, bis er ihn halten konnte.

## Noch erhaltene Stücke
Nach Begutachtung und ausführlicher Beschreibung des Falles durch den Eichstätter Physiklehrer Ignaz Pickel wurde der Meteorit noch 1785 in Teile zerschlagen und in der ganzen Welt verteilt. Die größten, heute noch erhaltenen Stücke befinden sich in Wien (123 Gramm), Zürich (106 Gramm), Gifhorn (73 Gramm) und London (43 Gramm). Die restlichen 23 Exemplare bringen zusammen nur 133 Gramm auf die Waage und sind unter anderem in Paris, New York, Cambridge, Stockholm, Prag und Kalkutta aufbewahrt. Ein in Budapest gelagertes Stück von 87 Gramm wurde beim ungarischen Volksaufstand 1956 zerstört. Der Eichstädter Meteorit ist in der weltberühmten Sammlung des Naturhistorischen Museums in Wien zu sehen.